# Graffiti rupestri di Alta
I graffiti rupestri di Alta (Helleristningene i Alta) fanno parte di un sito archeologico nei pressi della città di Alta, nello Stato norvegese di Finnmark. Dopo il rinvenimento del primo graffito o, più precisamente, della prima incisione, nel 1972, più di 5000 graffiti sono stati scoperti in numerosi siti attorno ad Alta. Il sito principale, situato a Jiepmaluokta a circa quattro chilometri da Alta, ospita circa 3000 incisioni ed è stato trasformato in un museo a cielo aperto. Questo luogo venne inserito tra i patrimoni dell'umanità dell'UNESCO il 3 dicembre 1985. È il solo sito archeologico norvegese ad aver avuto questo onore.
Le incisioni più antiche sono databili attorno al 4200 a.C., mentre le più recenti sono del 500 a.C. La grande varietà di immagini illustra una civiltà dedita alla caccia e raccolta in grado di controllare branchi di renne, abile nella costruzione di barche e nella pesca. Questi popoli praticavano riti sciamani che comprendevano il culto degli orsi e di altri animali. La conoscenza di questa civiltà si limita a quello che si apprende dall'analisi delle pitture rupestri.

## Retaggio culturale e storico
Al momento della creazione delle incisioni la Norvegia settentrionale era abitata da una tribù dedita alla caccia e raccolta che si crede discenda dagli antichi Komsa, una civiltà dell'età della pietra che si espanse lungo la costa norvegese seguendo il recedere dei ghiacciai durante l'ultima glaciazione, intorno all'8000 a.C. Il periodo di circa 5000 anni durante i quali vennero fatte le incisioni vide numerosi cambi culturali, tra cui l'adozione degli utensili in metallo e le scoperte in settori quali la costruzione di barche e le tecniche di pesca. In ogni caso le immagini mostrano molte scene mondane e simboli religiosi. Le incisioni più recenti mostrano molti tratti in comune con quelle rinvenute nella Russia nord-occidentale, il che fa pensare a contatti tra le culture di tutto il nord Europa.
Le connessioni tra gli autori di queste opere, i Komsa ed i lapponi sono in qualche modo congetturali; nel caso dei Komsa è interessante notare che secondo le prove archeologiche l'economia dei Komsa era basata quasi esclusivamente sulla caccia ai pinnipedi, mai raffigurati nei graffiti di Alta.
Le connessioni con la cultura Sami (lapponi) sono più facilmente desumibili visto che questi ultimi hanno vissuto nella stessa zona e nello stesso periodo in cui vennero operate le ultime incisioni; inoltre numerosi soggetti dei disegni sono utensili usati anche dai Sami. In assenza di altre prove linguistiche o di DNA, tutte le ipotesi restano non dimostrabili.
Le incisioni vennero fatte utilizzando scalpelli in Quarzite costruiti utilizzando martelli di rocce più dure; alcuni scalpelli sono in mostra presso il Museo di Alta. L'abitudine di usare scalpelli in pietra sembra essere continuata anche dopo la costruzione dei primi utensili in metallo.
A causa degli effetti del rimbalzo post-glaciale l'intera Scandinavia iniziò a sollevarsi dopo la fine dell'ultima glaciazione. Anche se questo effetto è tuttora attivo (al ritmo di circa un centimetro l'anno), si crede che in passato fosse molto più marcato, addirittura tale da essere percepibile da un uomo durante la vita. Si pensa che alcune incisioni fossero sulla costa, e che siano state spostate in seguito fino a raggiungere quasi un centinaio di metri nell'entroterra.

## Scoperta e restauro
Le prime incisioni vennero scoperte nell'autunno del 1972 nell'area di Jiepmaluokta (che in lingua Sami significa "baia dei pinnipedi"), a circa quattro chilometri dal centro di Alta. Durante gli anni settanta vennero portati alla luce molti altri graffiti nei dintorni della città, soprattutto attorno a Jiepmaluokta (in questo luogo si trovano oltre 3000 dei 5000 graffiti totali). Un sistema di passaggi in legno di circa tre chilometri venne costruito a Jiepmaluokta durante la seconda metà degli anni ottanta, ed il Museo di Alta venne spostato dal centro della città al sito archeologico nel 1991. Nonostante i siti archeologici siano numerosi, l'unico aperto al pubblico resta Jiepmaluokta.

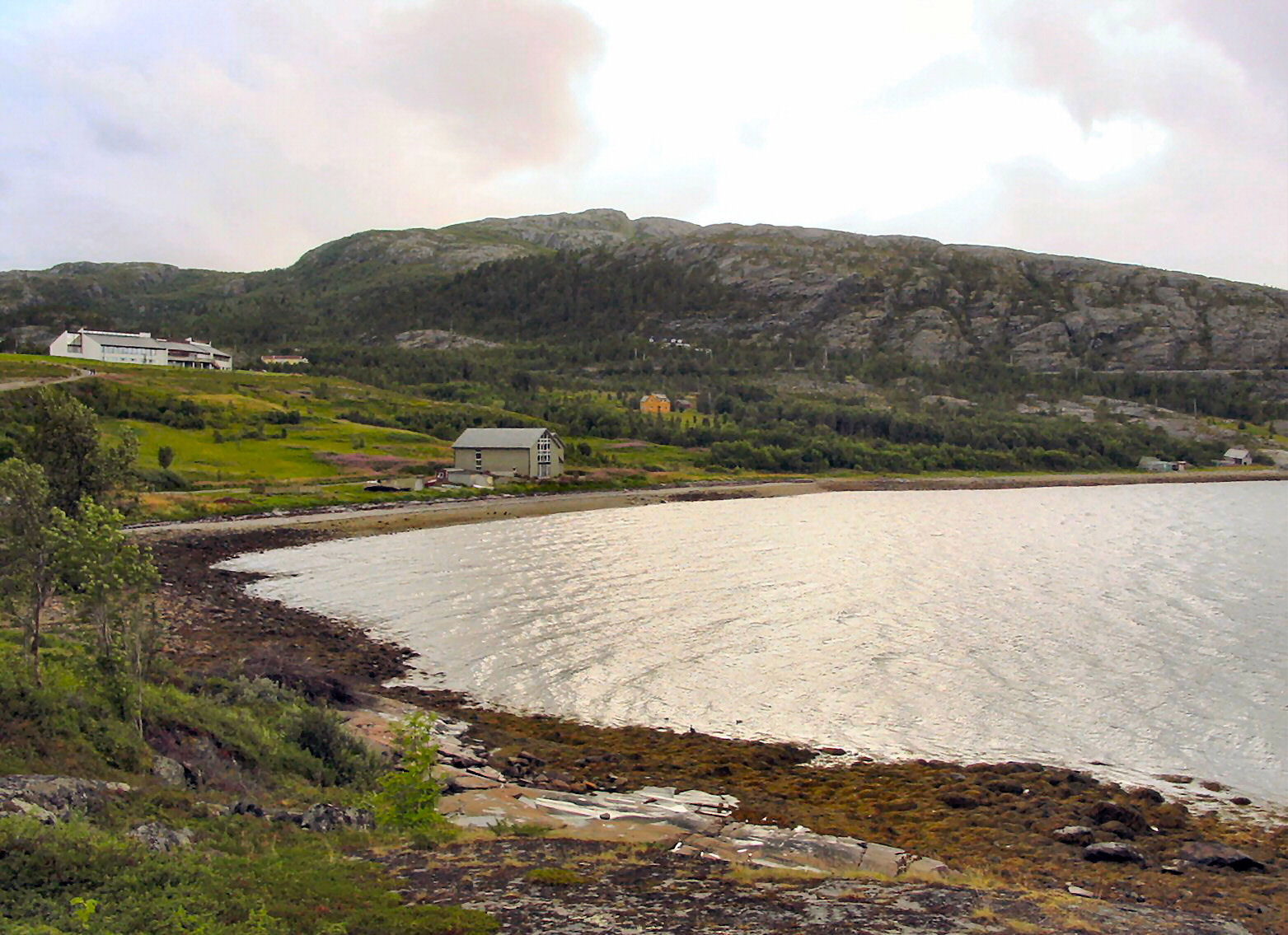
Il patrimonio dell'umanità dei graffiti di Alta. Il museo si trova a sinistra, mentre i graffiti sono sul percorso dal museo alla spiaggia

Molte delle rocce di Alta sono ricoperte da muschi e licheni; una volta scoperti i graffiti le piante sono state attentamente rimosse e le rocce pulite per mostrare le opere. Tutte le incisioni sono state fotografate e sono state archiviate. In molte zone non viene fatta manutenzione per tenere puliti i graffiti, una volta documentati (a parte, ovviamente, il divieto di costruzione). Nella aree accessibili al pubblico i graffiti sono stati colorati con ocra, al fine di rendere maggiormente riconoscibili le opere. L'effetto estetico è quello originale delle pitture rupestri.

## Museo di Alta
Il Museo di Alta contiene oggetti provenienti da tutta l'area circostante che raccontano la civiltà che creò le opere, una documentazione fotografica di tutti i graffiti ed altri reperti della cultura Sami, i fenomeni delle aurore polari e la storia della zona durante la seconda guerra mondiale. Il museo ricevette l'European Museum of the Year Award nel 1993.

## Descrizione

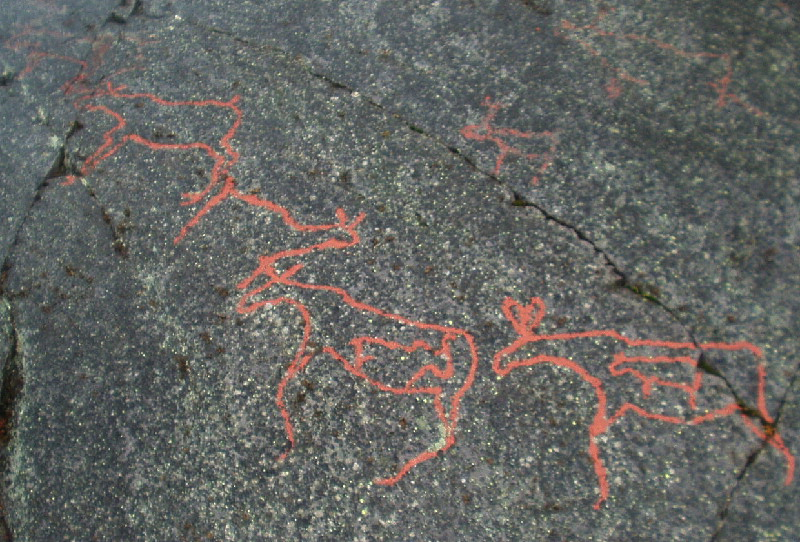
Un branco di alci, con due donne sullo sfondo

Dal momento che non esistono reperti scritti di quel periodo, non c'è modo di conoscere il significato dei graffiti. Possibili spiegazioni comprendono l'uso in rituali sciamani, simboli totemistici di unità tribale o segni del confine del territorio della tribù.
Alcuni dei soggetti più ricorrenti sono elencati qui sotto.

### Animali
Molti animali sono raffigurati nelle scene incise; tra loro spiccano per numero le renne, spesso mostrate in branchi a volte allevati, altre volte cacciati. Altri animali rappresentati sono gli alci, varie specie di uccelli e di pesci. Gli animali gravidi venivano rappresentati con un cucciolo visibile all'interno della madre.

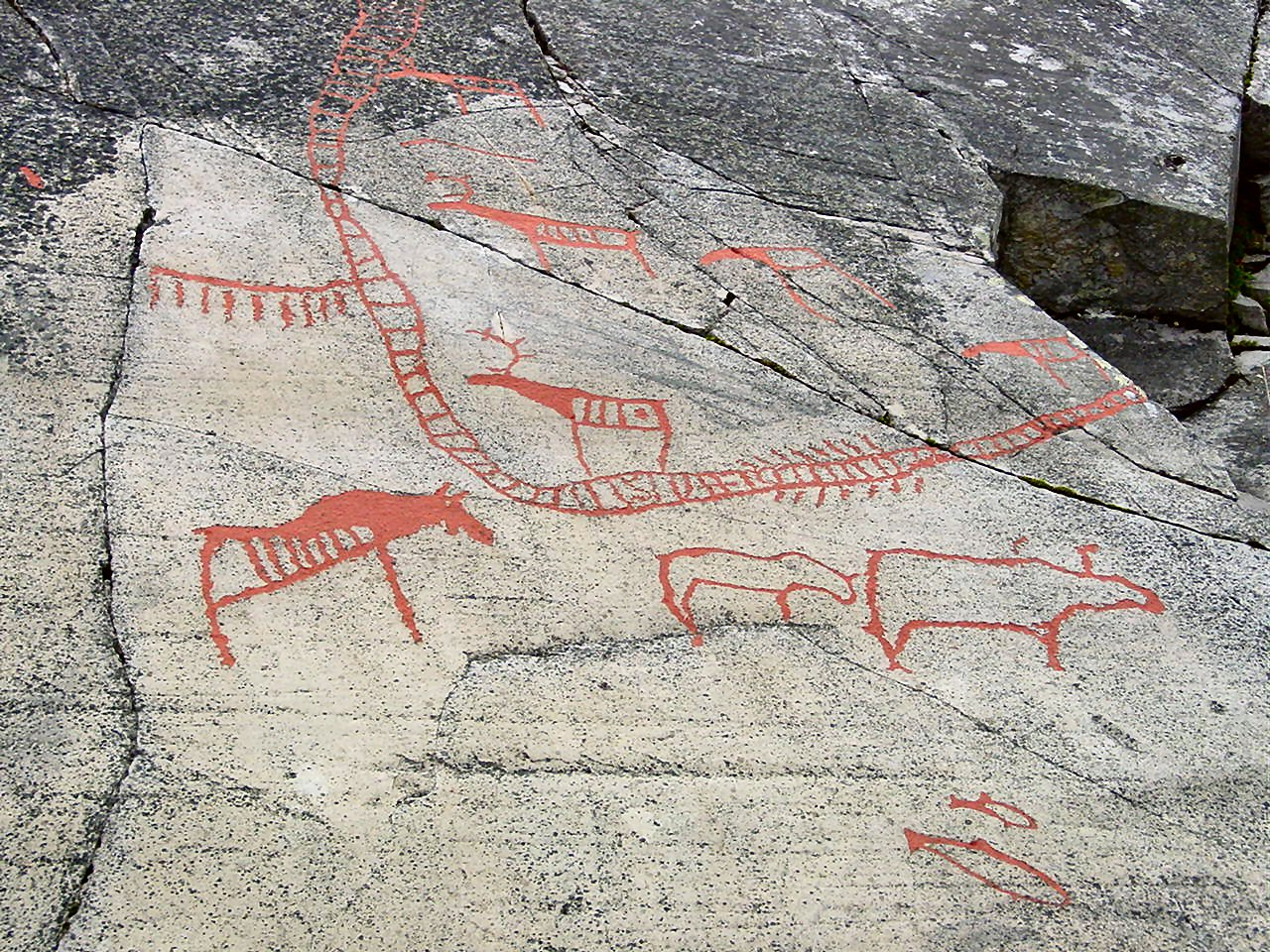
Graffito con un recinto visibile

Sembra strano che, secondo le ricerche archeologiche, dal 30 al 95% del cibo necessario alla tribù provenisse dal mare, ma scene di pesca appaiono in circa l'1% delle opere conosciute; possibili spiegazioni comprendono il fatto che la pesca in acque costiere fosse meno difficoltosa della caccia, e quindi necessitasse di minori rituali, oppure gli animali di terra potrebbero essere stati più importanti dal punto di vista religioso, e per questo motivo venivano raffigurati più spesso.

#### Orsi
Sembra che gli orsi giocassero un ruolo importante nella cultura di quelle tribù: venivano raffigurati spesso, e non solo in scene di caccia. Alcune posizioni dimostrerebbero che gli orsi venivano adorati. Sono di speciale interesse anche le orme lasciate dagli animali: mentre gli altri animali e gli uomini sono associati ad orme orizzontali, quasi a disegnare un piano della terra, gli orsi sono gli unici animali ad avere talvolta delle orme verticali. Questo fatto ha portato alcuni studiosi a supporre che fossero collegati in qualche modo al culto dell'oltretomba (o della morte in generale). La rappresentazione degli orsi sembra essersi interrotta attorno al 1700 a.C., il che starebbe ad indicare un cambiamento nelle credenze religiose in quel periodo.

### Scene di caccia e pesca

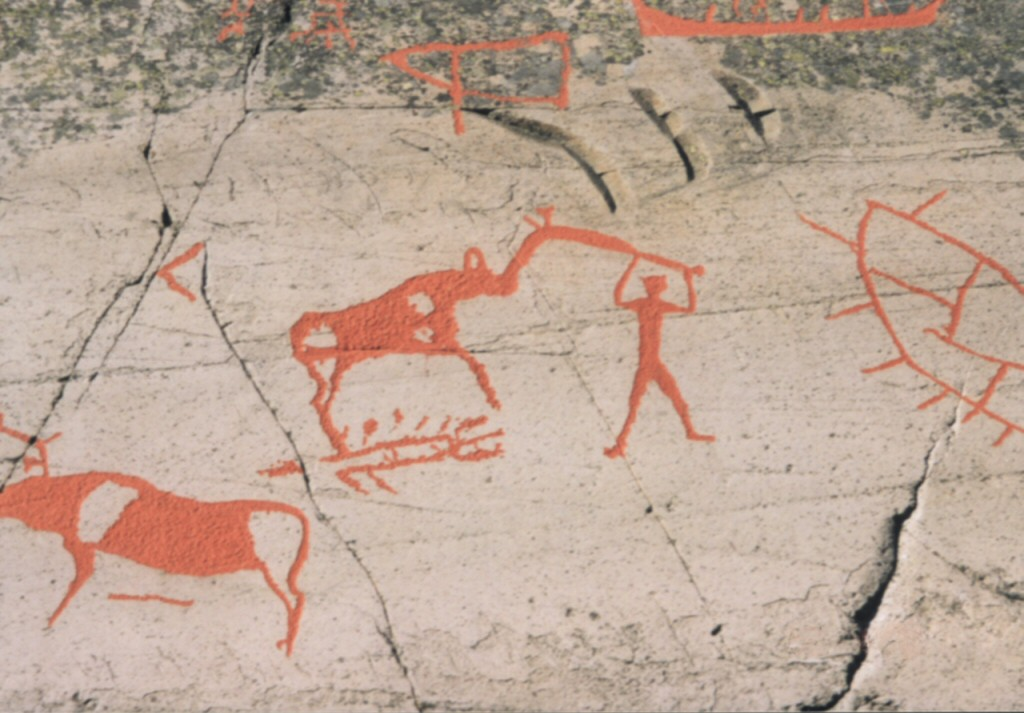
Un uomo che usa un qualche attrezzo su di un alce. Questa scena è stata interpretata come caccia o come atto di uno sciamano

Molte delle scene che raffigurano uomini li riprendono in scene di caccia, davanti alla loro preda; queste scene sono state tradizionalmente spiegate come rituali di caccia, nonostante gli attuali studiosi sembrino favorire un'interpretazione più complessa secondo cui le scene di caccia e pesca sarebbero i simboli di varie tribù, e le scene contemporanee di caccia e pesca rappresenterebbero un tentativo (o la semplice speranza) di allacciare relazioni con le tribù vicine. L'uso di lance, archi e frecce è evidente nel periodo più remoto. Similmente i pescatori vengono mostrati nell'atto di usare esclusivamente lenze, il che mostra la loro capacità di creare ami ed esche.
Sono particolarmente interessanti le immagini delle barche: mentre all'inizio si disegnavano solo le piccole barche, in seguito apparvero anche barche più grandi, alcune delle quali trasportavano fino a trenta persone ed erano ben equipaggiate, con decorazioni a forma di animali sugli archi e polene simili a quelle rinvenute in seguito sulle navi vichinghe.

### Scene di vita mondana e di rituali
È particolarmente difficile interpretare le scene di interazione tra umani; le scene che mostrano apparentemente danze, preparazione di alimenti o atti sessuali potrebbero riferirsi a riti particolari. In più, anche se le scene mostrano scene di vita mondana, resta misterioso il motivo che portò alla loro incisione. Scene sessuali potrebbero essere connesse a rituali di fertilità, quelle di cucina potrebbero indicare periodi di abbondanza di cibo. Alcune scene mostrano differenti posizioni sociali, indicati da particolari cappelli ed altri capi di abbigliamento; queste persone sono state riconosciute come sacerdoti, sciamani o capi di una tribù.

### Simboli geometrici
Tra le immagini più misteriose vi sono i simboli geometrici, trovati soprattutto nelle zone più antiche. Alcuni sono oggetti circolari, a volte circondati da frange, altri mostrano trame complicate di righe verticali ed orizzontali. Alcuni di questi sono stati associati ad utensili di aspetto simile (le griglie di linee ad esempio rappresenterebbero le reti da pesca), ma il significato della maggior parte resta sconosciuto.